# Simon Martin

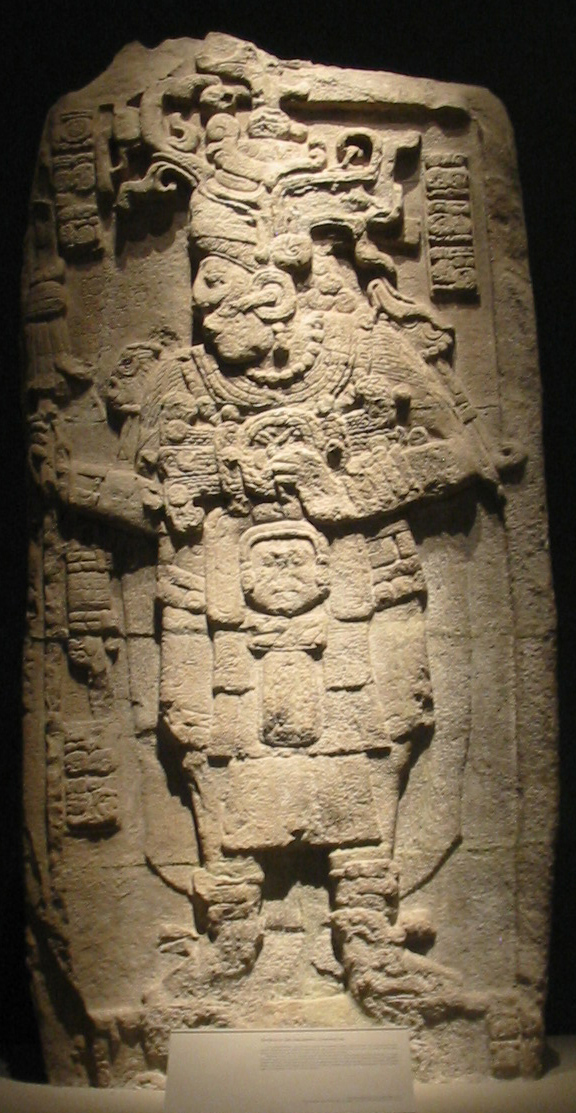
Yuknoom Took' K'awiil calakmuli uralkodó az 51. számú sztélén, i. sz. 731 a felirat szerint.

Simon Martin (1969) brit majakutató, epigráfus, történész. A maja írás és a maja feliratok kutatásának vezető szakértője. Szűkebb szakterülete a maja civilizáció klasszikus korszakának történelme.

## Élete és munkássága
Kezdetben grafikai tanulmányokat végzett. Az 1987-ben szerzett mesterfokozatot a londoni Royal College of Art művészeti főiskolán. Az 1990-es évek derekáig televíziócsatornák számára tervezett vizuális elemeket..
Gyermekkora óta foglalkoztatta a maja civilizáció. Az 1980-as évektől vett részt az e témával kapcsolatos konferenciákon, workshopokon. Levelezést folytatott majakutatókkal és látogatásokat tett a közép-amerikai maja romvárosokban.
Hamarosan elismerésre találtak a maja feliratokkal kapcsolatos meglátásai és az 1990-es évek közepétől a University College London régészeti intézetének tiszteletbeli kutatójaként tevékenykedett. 2014-ben ugyanitt doktori fokozatot szerzett.
Az 1996/97-os akadémiai évben elnyerte 1996/97 a washingtoni Dumbarton Oaks Research Library and Collection ösztöndíját, ami lehetővé tette, hogy teljes munkaidőben foglalkozhasson a majakutatással. 2000-ben társszerzője volt Nikolai Grube mellett a Chronicle of the Maya Kings and Queens: Deciphering the Dynasties of the Ancient Maya című kötetnek, amit öt nyelvre, köztük magyarra is (Maja uralkodók, Móra, 2010) lefordítottak. Mary Miller majakutatóval együtt hozta létre 2004-ben a The Courtly Art of the Ancient Maya című kiállítást a washingtoni Nemzeti Galériában, illetve San Franciso-i Szépművészeti Múzeumban, mely kiállítás anyagából később könyvet is kiadtak.
2003-tól a Pennsylvaniai Egyetem régészeti és antropológiai intézetének vezető munkatársa lett.
2020-ban publikálta az Ancient Maya Politics: A Political Anthropology of the Classic Period 150-900 CE című kötetét (Cambridge University Press). Ez a munka a következő évben három tekintélyes nemzetközi díjat nyert el.
1994 és 2016 között régészeti terepmunkát végzett a mexikói Calakmul ásatásain, a 2020-as években pedig a guatemalai Ucanalban kezdett kutatásokat.
Az 1990-es évek elején az élén járt azoknak az epigráfiai kutatásoknak, amelyek megváltoztatták a maja államokról addig uralkodó felfogást, miszerint a klasszikus korban a sok tucatnyi maja állam többé-kevésbé független volt. Simon Martin másokkal együtt kimutatta, hogy ezeket az államokat bonyolult, és a szinte állandó küzdelem nyomán gyakran változó függési viszonyok láncolták egymáshoz, amelyek révén az egyes uralkodók között hierarchikus viszonyok alakultak ki. Végső soron néhány domináns királyság elitje gyakorolt kontrollt, messze nyúló hálózatokon keresztül,  a többi államocska felett.

## Fordítás
- Ez a szócikk részben vagy egészben  a   Simon Martin című angol Wikipédia-szócikk ezen változatának fordításán alapul.  Az eredeti cikk szerkesztőit annak laptörténete sorolja fel. Ez a jelzés csupán a megfogalmazás eredetét és a szerzői jogokat jelzi, nem szolgál a cikkben szereplő információk forrásmegjelöléseként.